# Mykoła Kyryczenko
Mykoła Karpowycz Kyryczenko (ukr. Микола Карпович Кириченко, ros. Никола́й Ка́рпович Кириче́нко / Nikołaj Karpowicz Kiriczenko; ur. 12 lutego 1923 we wsi Petropawliwka w guberni charkowskiej, zm. 12 sierpnia 1986 w Odessie) – radziecki ukraiński działacz partyjny, członek KC KPZR (1977–1986), członek KC KPU (1966–1986), Bohater Pracy Socjalistycznej (1977).

## Życiorys
W latach 1941–1945 w Armii Czerwonej, uczestnik walk z Niemcami m.in. pod Stalingradem, nad 2 i 3 Froncie Ukraińskim, był ciężko ranny. Od 1943 dowódca plutonu, od 1944 w WKP(b), od 1946 działacz Komsomołu, w latach 1947–1949 I sekretarz Komitetu Miejskiego Komsomołu w Kupiańsku, 1949–1955 II sekretarz i I sekretarz Komitetu Obwodowego Komsomołu w Charkowie. W 1950 ukończył Charkowski Instytut Nauczycielski, a w 1955 zaocznie Charkowski Instytut Pedagogiczny, w latach 1955–1960 II sekretarz KC Komsomołu Ukrainy, 1960–1961 sekretarz, a 1961–1962 II sekretarz Komitetu Obwodowego KPU w Połtawie. Od 1962 do lipca 1963 przewodniczący Komitetu Wykonawczego Połtawskiej Rady Obwodowej/Połtawskiej Wiejskiej Rady Obwodowej, od lipca 1963 do grudnia 1964 I sekretarz Wiejskiego Komitetu Obwodowego KPU w Kirowohradzie, od grudnia 1964 do kwietnia 1965 przewodniczący Komitetu Wykonawczego Rady Obwodowej w Kirowohradzie, od kwietnia 1965 do kwietnia 1967 I sekretarz Komitetu Obwodowego KPU w Kirowohradzie. Od 15 marca 1966 do 6 lutego 1986 członek KC KPU, od 5 kwietnia 1967 do 1 lipca 1977 I sekretarz Krymskiego Komitetu Obwodowego KPU, od 9 kwietnia 1971 zastępca członka, a od 3 października 1977 do 25 lutego 1986 członek KC KPZR. Od 30 czerwca 1977 do 12 października 1983 I sekretarz Komitetu Obwodowego KPU w Odessie, następnie na emeryturze. W latach 1966–1984 deputowany do Rady Najwyższej ZSRR od 7 do 10 kadencji.

## Odznaczenia
- Medal Sierp i Młot Bohatera Pracy Socjalistycznej (22 grudnia 1977)
- Order Lenina (czterokrotnie)
- Order Rewolucji Październikowej (9 lutego 1973)
- Order Czerwonego Sztandaru Pracy (26 lutego 1958)
- Order Wojny Ojczyźnianej I klasy (11 marca 1985)
- Medal „Za Odwagę” (12 grudnia 1943)

I medale.